# Coletinos

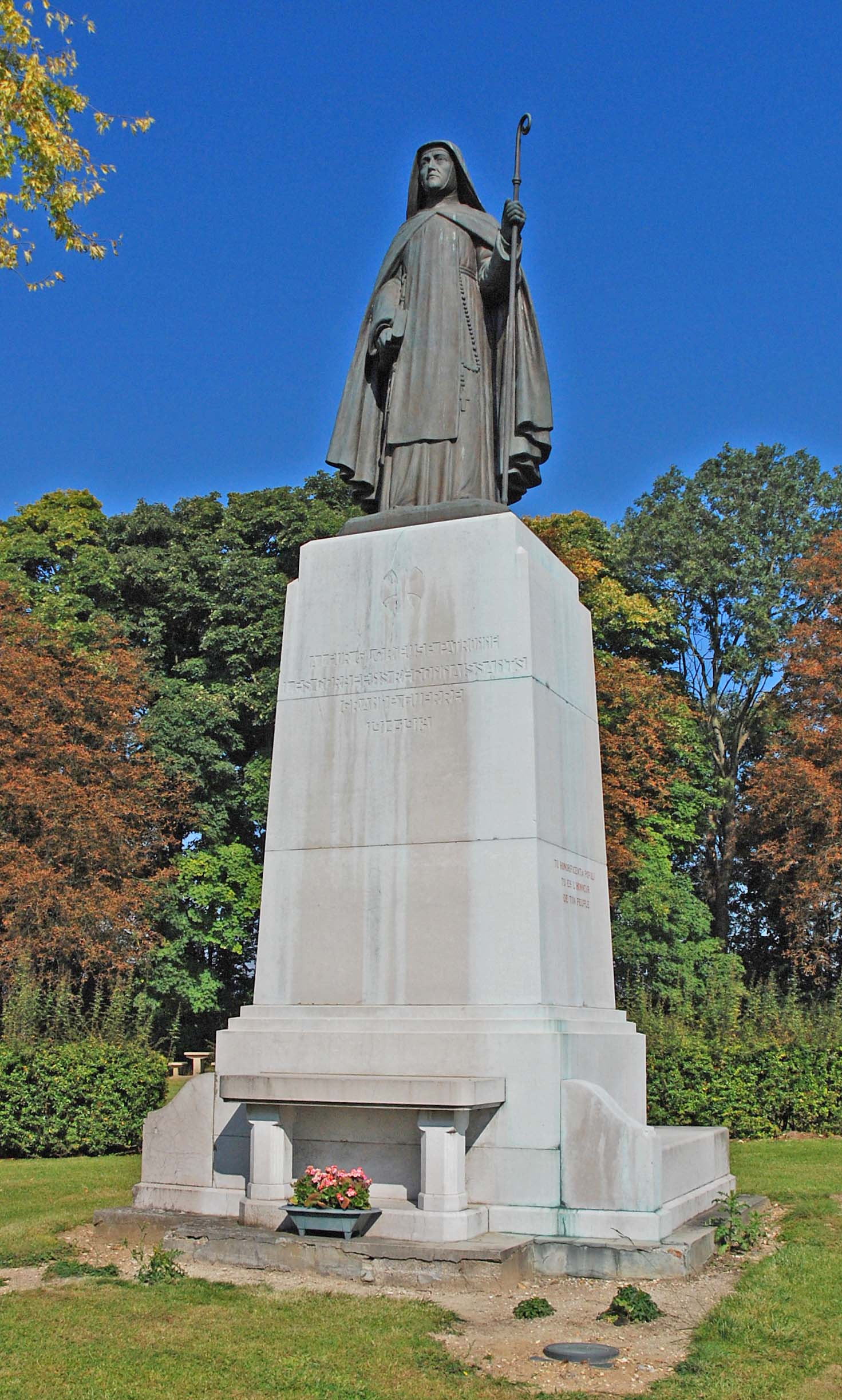
Estatua de Santa Coleta.

Los coletinos (coletins) o conventuales reformados fueron un grupo reformado de la orden de Hermanos menores conventuales, de tendencia observante, que existió entre 1412 y 1517.
Fue iniciada como reforma observante de la orden masculina para la monja clarisa Coleta de Corbie (1381-1447), que estaba reformando la Orden de Santa Clara de Asís para devolverla a la observancia original mediante la fundación de las clarisas coletinas. Benedicto XIII de Aviñón, al autorizarla a hacer la reforma de la orden femenina, también lo autorizó a emprender la reforma en conventos de frailes y de terciarios franciscanos. Coleta empezó reformando monasterios de monjas, pero los frailes menores que hacían las tareas pastorales de estos conventos quisieron acogerse a una reforma similar, formando a una nueva congregación.

## Historia
Empezada en 1412, los frailes de esta rama también recibieron el nombre de ministerianos (porque continuaban sujetos al ministro general), conventuales reformados, observantes estrictos o nicolaítas (no confundir con la herejía del nicolaísmo). La observancia coletina se caracterizaba por el retorno al espíritu primigenio de la orden, pero con un notable incremento de la austeridad y las penitencias. A pesar de tener una finalidad similar a la de los franciscanos observantes, se diferenciaba de estos porque sus miembros permanecían bajo la obediencia al provincial de los franciscanos conventuales y en ningún momento pretendieron separarse, aunque el vicario de los observantes quiso adoptar los conventos coletinos reformados.
El ministro general Antonio di Massa aprobó la reforma entre 1424 y 1430. En 1436, el general Guiglelmo di Casale confirmó las constituciones. Recibieron privilegios de Nicolás V en 1448 y de Pío II, que aprobó la reforma el 18 de octubre de 1458. Éste y otros papas y generales hicieron que los observantes dejaran de insistir para que se asimilaran a su orden. En 1496, sin embargo, seis conventos coletinos de Aquitania pasaron a la vicaría de los frailes menores observantes.
Nunca alcanzaron una gran difusión: en 1448 tenían trece conventos, la mayoría en Francia. Fueron suprimidos, como los de otras reformas similares, por León X en 1517.